# Laverne Hooks
Laverne Hooks è un personaggio immaginario della serie cinematografica di Scuola di polizia, interpretata da Marion Ramsey, e dell'omonima serie animata, dov'è doppiata da Graziella Porta.
Nel primo film è cadetto, nel secondo agente e dal terzo al sesto film diventa poi sergente, ma nella serie animata ritorna ad essere agente.

## Caratteristiche
È una dei cadetti, è la più bassa e timida del gruppo ed è caratterizzata dal timbro di voce da bambina. Nonostante il carattere dolce in più di un'occasione ha mostrato grinta e determinazione fuori dal comune.
Nella serie animata è compagna di pattuglia di Moses Hightower.